# Sarah Abitbol
Sarah Abitbol (Nantes, 8 juni 1975) is een Frans voormalig kunstschaatsster. Ze nam met haar schaatspartner Stéphane Bernadis deel aan de Olympische Winterspelen in Nagano; het paar werd er zesde. Abitbol en Bernadis waren tienvoudig Frans kampioen.

## Biografie
Abitbol begon op zesjarige leeftijd met kunstschaatsen, waarbij ze schaatsen verkoos boven zwemmen. Ze ging in 1992 een samenwerking aan met Stéphane Bernadis. Het paar werd tien keer Frans kampioen. Abitbol en Bernadis deden in 1993 voor het eerst mee aan de Europese kampioenschappen. Ze wonnen uiteindelijk zeven EK-medailles: vijf keer brons, twee keer zilver. Tijdens de wereldkampioenschappen in 2000 werd Bernadis bij het openen van de deur naar zijn hotelkamer door een onbekende met een mes aangevallen; hij hield er een grote wond in zijn linkerarm aan over. Hij zou drie weken tevoren al zijn bedreigd. Abitbol en Bernadis veroverden er uiteindelijk de bronzen medaille. Ze waren hiermee tegelijkertijd de eerste Franse kunstschaatsers die een WK-medaille wonnen sinds Andrée Joly en Pierre Brunet goud wonnen in 1932. Het paar deed één keer mee aan de Olympische Winterspelen (1998, Nagano) en werd er zesde. In 2002 zouden ze worden afgevaardigd naar de Olympische Winterspelen in Salt Lake City, maar ze moesten voortijdig afhaken nadat Abitbol haar achillespees scheurde tijdens een training.
Abitbol huwde in 2009. In 2011 kreeg ze haar eerste kind, een dochter. Abitbol verklaarde in 2020 in haar autobiografie dat de schaatscoaches zich in haar tijd op grote schaal schuldig maakten aan aanranding, intimidatie en mishandeling.

## Belangrijke resultaten
1992-2003 met Stéphane Bernadis
| Kampioenschap           | 92/93  | 93/94 | 94/95 | 95/96 | 96/97 | 97/98 | 98/99 | 99/00  | 00/01  | 01/02  | 02/03  |
| ----------------------- | ------ | ----- | ----- | ----- | ----- | ----- | ----- | ------ | ------ | ------ | ------ |
| Olympische Spelen       |        |       |       |       |       | 6e    |       |        |        | t.z.t. |        |
| Wereldkampioenschap     | 19e    |       | 9e    | 11e   | 7e    | 8e    | 5e    | Brons  | t.z.t. |        | 12e    |
| Europees kampioenschap  | 14e    | 15e   | 7e    | Brons | 4e    | Brons | Brons | Brons  | Brons  | Zilver | Zilver |
| Grand Prix-finale       |        |       |       |       |       |       | 4e    | Zilver | 5e     | 6e     |        |
| Nationaal kampioenschap | Zilver | Goud  | Goud  | Goud  | Goud  | Goud  | Goud  | Goud   | Goud   | Goud   | Goud   |

t.z.t. = trokken zich terug
- Bibliothèque nationale de France: cb144089642 (data)
- International Standard Name Identifier: 0000 0000 0125 4193
- Library of Congress Control Number: n2021060456
- Système universitaire de documentation: 244485771
- Virtual International Authority File: 64220610